# 페루인

분포

페루인(스페인어: peruanos, peruanas) 또는 페루 사람은 페루의 시민이다. 현재 페루는 16세기 스페인이 정복하기 전까지 카랄(Caral) 문화와 같은 문화가 수천 년 동안 거주해 왔다. 페루 인구는 1520년대 약 500만~900만 명에서 1620년에는 약 600,000명으로 감소했는데, 이는 주로 스페인이 퍼뜨린 전염병 때문이었다. 1532년 식민 통치 하에 스페인인과 아프리카인들이 대량으로 도착하여 서로 널리 섞였으며 페루 원주민과도 섞였다. 공화국 기간 동안 유럽인(특히 스페인과 이탈리아, 독일, 프랑스, 크로아티아, 영국 제도에서 온 사람들)의 점진적인 이민이 있었다. 19세기 말에는 중국인과 일본인이 대거 도착했다.
2017년 인구 조사에 따르면 주민 수는 3,120만 명이다. 페루는 남아메리카에서 네 번째로 인구가 많은 나라이다. 인구증가율은 1950년에서 2000년 사이 2.6%에서 1.6%로 감소했고, 2050년에는 인구가 약 4,600만~5,100만 명에 이를 것으로 예상된다. 2017년 기준으로 도시 지역에는 79.3%, 농촌 지역에는 20.7%가 거주하고 있다. 주요 도시로는 950만 명이 넘는 인구가 거주하는 리마(Lima)를 비롯해 아레키파(Arequipa), 트루히요(Trujillo), 치클라요(Chiclayo), 피우라(Piura), 이키토스(Iquitos), 우안카요(Huancayo), 쿠스코(Cusco), 푸칼파(Pucallpa) 등이 있으며, 모두 25만 명 이상의 주민이 거주하고 있다. 가장 큰 외국인 페루 커뮤니티는 미국, 남미(아르헨티나, 칠레, 베네수엘라, 브라질), 유럽(스페인, 이탈리아, 프랑스, 영국), 일본, 호주 및 캐나다에 있다.

## 같이 보기
- 페루의 인구
- 잉카 제국
- 아메리카 원주민
- 히스패닉